# Physetobasis
Physetobasis is een geslacht van vlinders van de familie spanners (Geometridae), uit de onderfamilie Larentiinae.

## Soorten
- P. annulata Hampson, 1891
- P. dentifascia Hampson, 1895
- P. griseipennis Moore, 1888
- P. heliocoma Meyrick, 1897
- P. triangulifera Inoue, 1954